# Annie MacDonald
Annie MacDonald, född Mitchell 1832, död 1897, var en brittisk hovfunktionär. Hon var kammarjungfru ('Dresser') åt drottning Viktoria av Storbritannien från 1862 till 1897. 
Hon kom från en lokal familj nära Balmoral och anställdes först som tvätterska åt prins Albert, och efter hans död som en av drottningens wardrobe maids (kammarpigor), varefter hon befordrades till Dresser och slutligen Principal Dresser. 
Hon ersatte Marianne Skerrett som drottningens favorit: det uppmärksammades att Victoria vid sin död sade att hon ville återförenas med John Brown (med vilken hon påståtts ha haft ett förhållande) och med Annie MacDonald. 
Hon är välkänd från Viktorias dagböcker, brev och hennes publicerade Highland Journals. Hon gifte sig 1863 med betjänten John McDonald (d. 1865).